# آرشاویر دوم کامسرکان
آرشاویر دوم کامسَرَکان (انگلیسی: Arshavir II Kamsarakan) درگذشتهٔ ۱ ژانویهٔ ۴۶۰، شاهزاده‌ای ارمنی از خاندان ایرانی‌تبار کامسرکان بود. او پسر گزاون دوم بود که پس از ضمیمه شدن بخش غربی ارمنستان تاریخی به روم، به ارمنستان تحت کنترل ساسانیان مهاجرت کرد. آرشاویر دوم به دلیل شرکت در شورش ضد ساسانی در سال ۴۵۱ میلادی به رهبری پدر همسرش، وارتان مامیکونیان، شهرت دارد. او بعدها در حدود سال ۴۶۰ میلادی درگذشت. جانشین او پسرش نرسی بود که بعدها در شورش ۴۸۲ تا ۴۸۴ میلادی به رهبری برادرزاده وارتان، یعنی واهان مامیکونیان، شرکت کرد.